# Oreophryne zimmeri
Oreophryne zimmeri är en groddjursart som beskrevs av Ahl 1933. Oreophryne zimmeri ingår i släktet Oreophryne och familjen Microhylidae. IUCN kategoriserar arten globalt som otillräckligt studerad. Inga underarter finns listade i Catalogue of Life.